# Abell 1835 IR1916
Abell 1835 IR1916 — галактика, бывшая некоторое время кандидатом в один из наиболее удалённых от нас объектов. Считалось, что расстояние до галактики составляет 13,2 млрд световых лет, что соответствует возрасту Вселенной 500 миллионов лет после Большого Взрыва. Наблюдение столь удалённого объекта было возможным благодаря эффекту гравитационного линзирования, вызванному скоплением галактик Abell 1835 на сравнительно небольшом расстоянии по лучу обзора. Галактика была открыта группой астрофизиков с помощью телескопа VLT в 2004 году.
Однако повторный анализ наблюдательных данных поставил открытие под сомнение.
Объект не был найден в ходе наблюдений с помощью телескопов Gemini North в 2004 году и космической обсерватории «Спитцер» в 2006 году.